# Folktro i Västerbotten
Folktro i Västerbotten syftar till de folkliga trosföreställningarna i Västerbotten. Dessa föreställningar kan innefatta övernaturliga väsen, skrock och varsel. 

## Oknytt

### Vittra
Vittra är ett människoliknande väsen vanligt förekommande i västerbottnisk folktro. De lever under jorden, i bergen och skogarna. Likt människor har vittrorna boskap, vilka är mycket eftertraktade, som de vallar mellan fäbodarna. De kan besöka människorna och be om olika tjänster. Vittrorna sägs härstamma till den bibliska Eva. Gud frågade Eva var hennes barn var, varvid hon svarade att de var inomhus. Medvetet utelämnade hon att nämna de barn som var utomhus, eftersom de var utan kläder. I och med detta fick dessa barn alltid befinna sig utomhus, och blev därefter vittror.

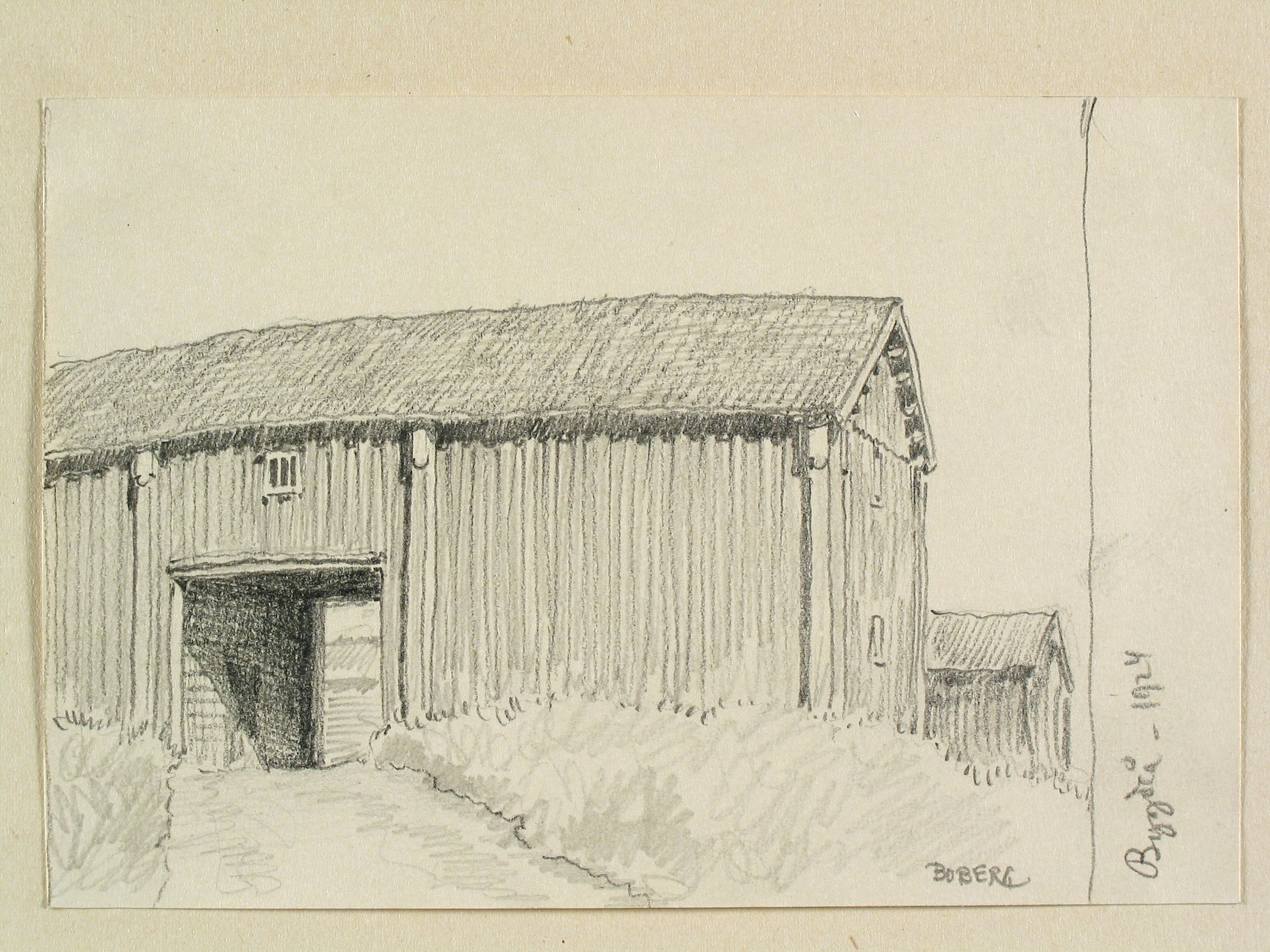
Bygdeå socken, Västerbotten. Illustration av Ferdinand Boberg.

Vittror har ansetts ha en koppling till vädret och deras uppträdande kan ha förebådat kommande oväder. En uppteckning från Bygdeå socken i Västerbotten talar om hur vittror visar sig före plötsligt regn. Från samma ort finns dokumenterat hur en man hade kommit hem och meddelat att det skulle bli ”dåli-vär” (dåligt väder) baserat på hans syn av vittror, och deras humör.
| ”                | Då det regnar och solen skiner, då ska vittra tvätta trågen, har dem sagt. | „ |
| – Anna Lindström |                                                                            |   |

Flertalet möten mellan vittror och människor finns upptecknade. I dessa kunde vittran söka hjälp, men i vissa fall kunde vittran röva bort människor, både barn och unga. I en historia blev en kvinna inbjuden av vittror, och färdades till deras hem. Väl där stod fin mat framdukat. Det visade sig kort därefter att det började rinna från stallet ovanför, ner på bordet, varav kvinnan blev tillfrågad av vittran att flytta stallet. Kvinnan följde deras önskan, och blev betald för sin hjälp. Vittror kunde även besöka människor, utan att för den del kräva hjälp eller orsaka skada. En uppteckning berättar om ett möte med vittra under en fågeljakt. En man fick se en kvinna vid iskanten, klädd i röd klänning, som kammade sitt hår. Mannen lyfte för att skjuta, men blev därefter rädd, och gick hem utan att ha skjutit. Ytterligare berättas hur en jägare fick besök av en kvinna när han stod i kvarnen och malde svinmat. Kvinnan frågade honom vad det var jägaren malde, och mannen svarade att det var svinmat. Frågan upprepades ännu en gång, och när den upprepades för en tredje gång svor jägaren och sköt mot henne med sitt gevär. Kvinnan rusade iväg, utan skada, varpå jägaren kunde se att hon hade hästhovar som fötter.
Vittran kunde även vara farliga för människor, och om någon försvann sades detta kunna bero på att personen i fråga hade blivit vittertagen. En historia beskriver hur en liten pojke försvann, och fick bo hos vittran. Hemmet var fint utsmyckat och det fanns mycket god mat, men pojken vägrade äta. I slutändan blev han dock så hungrig, att han bestämde sig för att smaka av maten. Innan han åt bad han dock en bordsbön, och blev därmed kvickt utskickad av vittra tillbaka till människornas värld. En annan uppteckning berättar om hur en flicka försvann och endast hennes kjol återfanns. Hennes försvinnande troddes av vissa bero på att vittran tagit henne.
Barn, särskilt nyfödda, kunde även rövas bort av väsen och bli bortbytta. I ett fall hörde en piga i ett hus där ett barn nyss hade fötts, hur en röst talade om att byta barn medan husfolket sov. När pigan hörde detta greppade hon tag på en kvast och klädde denna, som hon därefter placerade i vaggan och tog barnet med sig till sin säng. Vittran kom under natten för att byta, men återlämnade inom kort kvasten och tog tillbaka sitt eget barn.

### Gårdstomten
Gårdstomten kan räknas som ett av de mer omtalade väsendena inom vår folktro, och är ett väsen som vakade över och arbetade på vissa gårdar. Gårdstomtens närvaro ansågs ge stor lycka till gården, vars mänskliga ägare fick hjälp med arbetet. Han var oerhört stark, och kan dra spannmål från andra gårdar.
Gårdstomten förväntade sig även bli belönad för sitt arbete, och för att visa sin uppskattning ställde gårdsfolket ut mat, exempelvis en skål med gröt. Dock var gårdstomtens uppgift även att hålla ordning på människorna som levde på gården, och de som inte levde upp till gårdstomtens stränga standard riskerade att bli straffade. För de som förargade gårdstomten kunde stora konsekvenser uppstå. I en uppteckning berättas hur en dräng blev uppretad över varför tomten på gården skulle äta så pass bra gröt. Drängen åt därför själv upp gröten, och uträttade därefter sina behov i skålen. Gårdstomten blev oerhört ilsken, och försvann därefter från gården, som efter detta drabbades av elände. Att hålla sig väl med gårdstomten var av stor vikt, för att lycka och välstånd skulle fortsätta på gården.

## Dragväsen

### Bjäran
Bjäran är ett väsen, frammanat på magisk väg genom en pakt vilket skaparen av bjäran skulle straffas i helvetet för. Dess främsta användningsområde var att stjäla mjölk. Bjäran kallas även för bäran eller baran, och tillverkas främst av olika sorters garn och av skaparens blod. I en uppteckning berättas hur bjäran tillverkades av ull klippt från tre gårdar under tre torsdagsnätter. Ullen nystades därefter, virades runt bröd och vin från nattvarden och slutligen droppades blod från lillfingret på nystanet. För att därefter ge liv till bjäran, använde man en ramsa.
För att få bort bjäran skulle man piska denna när den påträffades. I två uppteckningar från Västerbotten beskrivs hur ägaren till bjäran åker iväg till kyrkan. Under tiden dök bjäran upp i deras ladugård, där någon annan människa befann sig. Denne piskade därefter sönder bjäran. I ena uppteckningen blir ägaren så pass sjuk att hon blir buren ut ur kyrkan och förd hem. I den andra blir ägaren endast manad på övernaturlig väg att åka tillbaka för att rädda de sista bitarna av hennes skapelse.

### Spiritus
Spiritus är ett väsen vilket har blivit skapat av en människa på magisk väg. Detta väsen har ett utseende likt en insekt, och genom att bli matad varje morgon med spott från dess ägare, vilket måste ske på fastande mage, skulle spiritus dra rikedomar till denne. Ett sätt att skapa en spiritus var att värpa ett ägg från en tupp i armhålan, i vilket en spiritus sedan kan kläckas ur ägget. Tuppar sägs enligt myt lägga ett ägg om året. Ett annat tillvägagångssätt var att trä ett ben från en människa på en fiskekrok, och därefter gå och meta tre torsdagsnätter. Den tredje natten skulle en spiritus sitta fast på kroken.
I en uppteckning berättas hur en spiritus ägdes av en äldre dam på en gård, som var en rik änka. Hennes dräng hade en gång undersökt en låda ute i ladugården och funnit en spiritus i den. Tillsammans med pigan skulle de bränna upp varelsen under tiden damen gick till kyrkan. De försökte att bränna upp hennes spiritus, men lyckades inte innan damen återkom till huset. Hon hade känt deras försök att döda den och snabbt återvänt. Det beskrivs även hur hon hade ett stort antal kopparslantar, förklarat som att hennes spiritus hade dragit hem detta åt henne, lite åt gången.

## Dödsväsen
Dödsväsen är vanligt förekommande inom folktro. Dessa osaliga andar efter döda människor kan besöka den levande världen, ibland med meddelanden, för att uppdaga något brott eller hemsöka en plats eller människor. Inom dödsväsen kan man hänvisa till gengångare, gastar, spöken och utbölingar.

### Utbölingar
Utbölingar, även kallat mylingar eller inom samisk mytologi för ähpár, är ett dödsväsen från anden av ett barn, som av olika anledningar, dödats av sin mor och därefter går igen. Barnet är odöpt och har blivit begravet i skymundan. I och med detta går de igen fram till dess att någon avslöjar brottet som begicks mot dem eller ger det döda barnet ett namn. Utbölingarna ger sig ofta till känna genom olika ljud vid deras begravningsplats och kan visa sig i olika gestalter. I en uppteckning beskrivs hur ett barn hade dödats efter dess födsel, placerats i en bytta och begravts in under en valvkällare. När det senare hölls dans där, kunde deltagarna höra hur en röst beskrev hur dess ben var långa men dess bytta var trång, varvid barnets kvarlevor kunde hittas.

## Skrock
Skrock, eller vidskepelse, kan förklaras som ett föreställningssätt i vilket alldagliga skeenden förmodas ge en övernaturlig verkan och som inte baserar sig på kunskap eller förnuft. Skrock finns inom folktro, och kan även användas som en benämning på folktro, dock oftast med en negativ innebörd. Inom skrock tillhör exempelvis tron på att en del händelser ska kunna påverka väder, bringa tur eller otur och att se och tyda olika slags omen eller varsel.

### Varsel
Varsel är ett omen, som även kan brukas synonymt med tyda, där en vakensyn kan ses som en föraning om framtiden, som ofta innehåller negativa påföljder. Varsel kan även innebära att man hör ankomsten av andra, innan de faktiskt har kommit. Dessa varsel kommer vanligtvis från en anhörig eller nära bekant. Vid ankomstvarsel kan den ankommande personen varsla genom att dels höras komma in i huset, stampa, ropa, eller liknande. När dessa varsel iakttas, kom den person som man trodde varslade, inom en snar framtid.
Varsel kan även båda olyckor, och i visa fall död. Dessa dödsvarsel kallas även för fegmärken. Ett slags dödsvarsel, eller fegmärke, är att de personer som är nära döden börjar bete sig underligt och ur karaktär. Detta kan exempelvis handla om att personen i fråga plötsligt får bråttom med vissa arbetsuppgifter. Även humörförändringar, som att någon med vanligtvis milt temperament helt plötsligt brusade upp eller att den som alltid tar det lugnt helt plötsligt springer upp och omkring för att arbeta, kan vara ett fegmärke.
Dödsvarsel kan även förekomma genom att sättet en person skulle dö på visar sig innan själva dödsfallet. En person kan exempelvis ses åka över isen, för att sedan gå igenom isen. När iakttagarna efteråt når fram, återfinns inga spår. Bara någon dag efteråt upprepar sig händelsen, men denna gång utspelar sig händelsen på allvar. Även traditionerna kring dödsfall kan visa sig som ett varsel om stundande död, exempelvis ett gravfölje som visar sig innan dödsfallet egentligen inträffat.

### Djuren

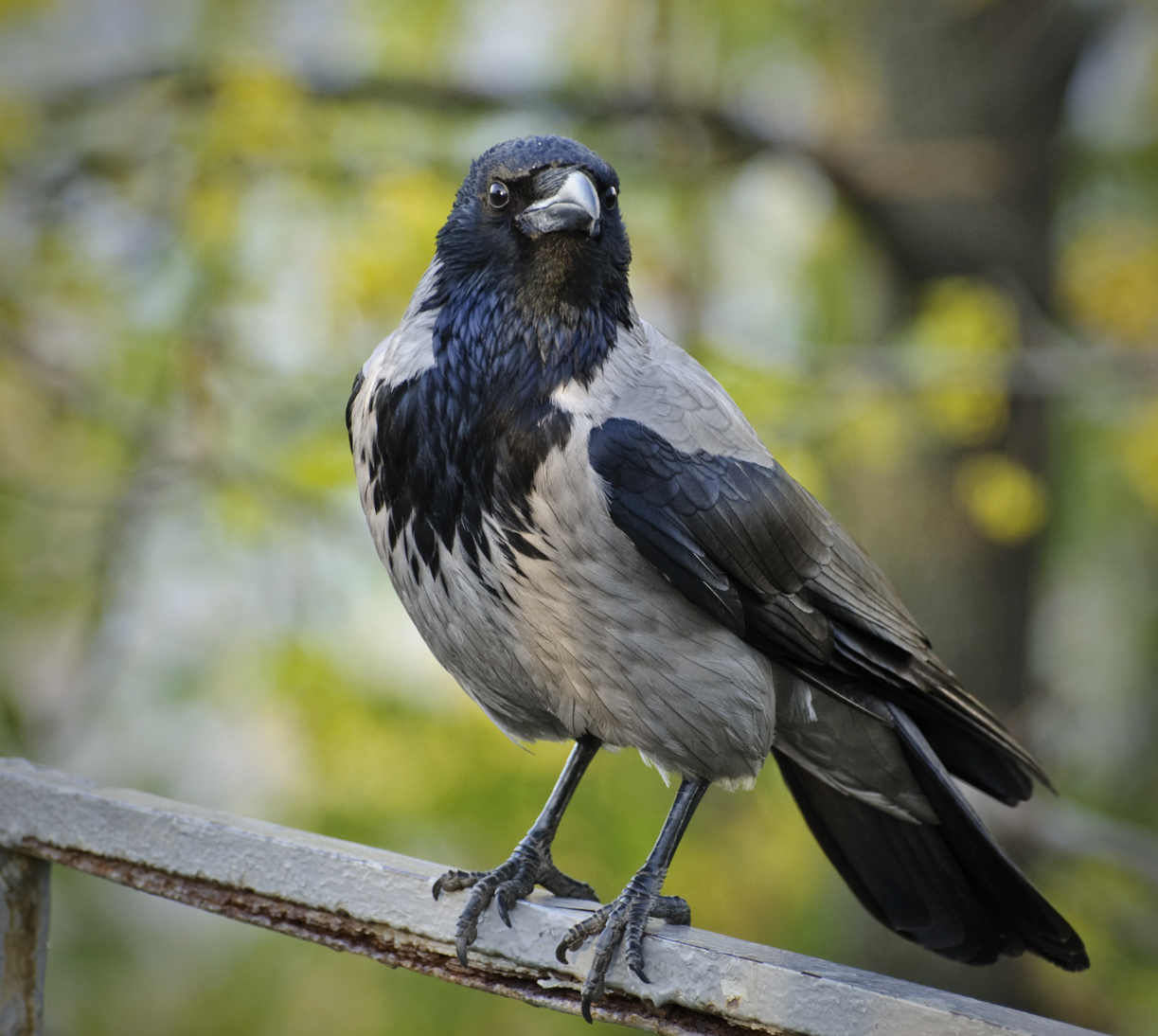
Kråka, Corvus cornix, sades orsaka hudsprickor på fötterna om man på fastande mage hörde dess kraxande om våren.

Djur återkommer inom folktro, både som magiska varelser och tillfälliga skepnader för andra väsen. Djur förekommer även inom skrock, och att tyda deras beteenden i olika sammanhang kunde berätta om framtida händelser.
Fåglar och deras rop eller flygmönster kunde varsla om både tur och otur. Kråkans kraxande trodde man kunde orsaka hudsprickor på fötterna. Om man om våren hörde dess kraxande på fastande mage, fick man dessa sprickor, vilket kallades för att bli kråkskiten. Kattugglan som flög över gården kunde ses som ett varsel. Flög den över ladugårdstaket skulle otur drabba kreaturen på gården, men flög den över huset innebar det att någon snart skulle dö. Flyttfåglars mönster när de flög kunde beskriva var någonstans turen skulle finnas det kommande året. Hur de två armarna formades, som bildas när vissa fåglar flyger, däribland gäss, kunde visa om det skulle bli bättre ställt på land eller till sjöss det året.
Även groddjur troddes i vissa fall kunna orsaka otur på gården. Grodor i ladugården, speciellt hos kor, ansågs bringa död till djuren. För att bli av med dessa skulle grodorna kastas upp i luften. Ett sätt att kasta iväg grodorna på var att lägga dessa på en bräda och sedan slå på brädan, vilket leder till att grodan slungas bort. Detta sätt att slå iväg grodor på kallades för gift task.